# 劉福 (河間王)
刘福（？—前165年），汉高祖曾孙，赵幽王刘友孙，河间文王刘辟强子。前166年，刘辟强卒，刘福嗣河间王，立一年，薨，谥号哀，无子国除。
| 前任： 刘辟强 | 西汉河间王 前166年—前165年 | 繼任： 无子，国除 |